# Lyon Daniels
Lyon Daniels, född 14 juni 2007 i Illinois, är en amerikansk skådespelare.
Daniels har bland annat medverkat i TV-serierna Patriot från 2017 och The Spiderwick Chronicles från 2023. Han har även medverkat i filmen We Can Be Heroes från 2020.

## Filmografi (i urval)
- 2017 – Patriot (TV-serie)
- 2020 – We Can Be Heroes
- 2023 – The Spiderwick Chronicles (TV-serie)